# Wiktor Wolski
Wiktor Wolski (ur. 4 marca?/16 marca 1895 w Nowozybkowie, w guberni czernihowskiej, zm. po 12 czerwca 1919) – porucznik pilot Wojska Polskiego II RP.

## Życiorys
Był synem Władysława i Emilji z domu Olszkiewicz. Ukończył szkołę średnią w Nowozybkowie i po złożeniu egzaminu dojrzałości studiował na Akademii Rolniczej w Moskwie.
Po wybuchu I wojny światowej wcielony do armii carskiej. 1 października 1915 został przydzielony do oddziałów inżynieryjnych. W listopadzie tego roku został skierowany do szkoły lotniczej w Moskwie na kurs teoretyczny. Następnie przeszedł kurs praktycznego pilotażu w Wojskowej Szkole Pilotów w Gatczynie koło Petersburga i został skierowany do walki z Niemcami. Zestrzelony dostał się do niewoli, z której 18 maja 1918 udało mu się zbiec. Udał się w rejon Murmańska i jako lotnik wyjechał do Francji.
W czerwcu wstąpił do Błękitnej Armii gen. Józefa Hallera. Po paru miesiącach służby w piechocie, uzyskał dyplom pilota po ukończeniu szkół w Pau i Avord. W kwietniu 1919 uzyskał awans na porucznika i został przydzielony do 582 Eskadry Salmsonów. Po przybyciu armii Hallera do Polski razem z eskadrą skierowany został na front bolszewicki.
12 czerwca 1919, w czasie kolejnego lotu bojowego na małej wysokości, został zestrzelony przez bolszewików i wzięty do niewoli. Przewieziony do Smoleńska został poddany morderczemu śledztwu przez funkcjonariuszy Czeka. Bity i torturowany nie załamał się i nie wydał informacji o liczebności i stanie lotnictwa polskiego oraz rozlokowania wojsk polskich. Po kilku dniach śledztwa został rozstrzelany przez bolszewików.
Pośmiertnie został odznaczony Polową Odznaką Pilota.